# Phaonia septentrionalis
Phaonia septentrionalis este o specie de muște din genul Phaonia, familia Muscidae, descrisă de Xue și Yu în anul 1986. Conform Catalogue of Life specia Phaonia septentrionalis nu are subspecii cunoscute.